# Johan Isolani

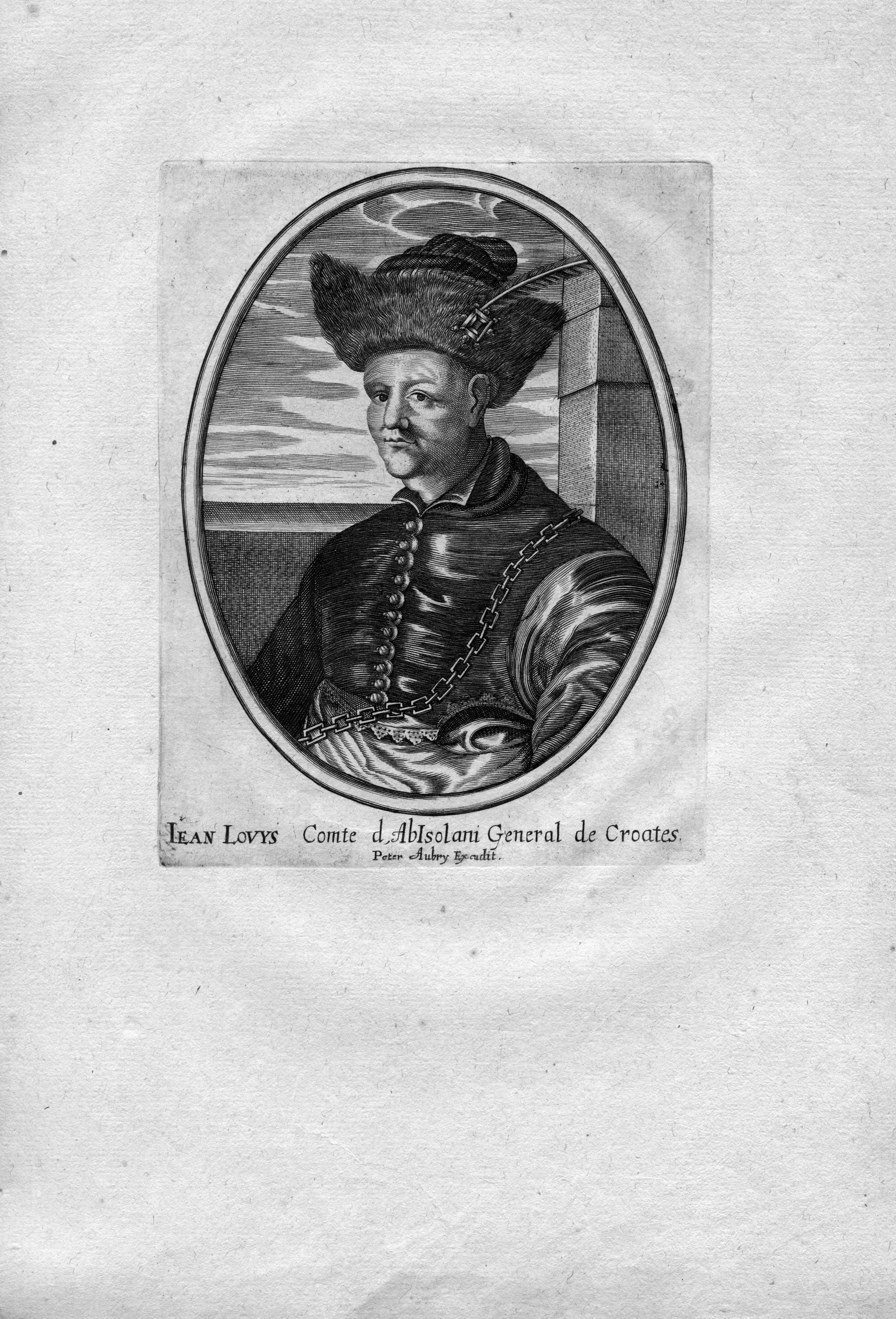

Johan Ludwig Hektor graaf Isolani (1586 - 1640) was een keizerlijk graaf en aanvoerder van de Kroatische lichte cavalerie in de Dertigjarige Oorlog.
Vanaf 1625 leidde hij een Kroatisch ruiterregiment in dienst van de Habsburgse keizer en sinds 1632 diende hij als opperste commandant van de volledige Kroatische ruiterij. Met zijn ruiterij en door zijn doortastendheid speelde hij een beslissende rol in de Slag bij Lützen (1632). Ofschoon hij erg werd gewaardeerd door Albrecht van Wallenstein, koos hij in 1634 voor het keizerlijk kamp en werd beloond met een grafelijk titel en aandeel in de geconfisqueerde goederen van Wallenstein.